# Gare aux Jönsson
Pour plus de détails, voir Fiche technique et Distribution.
Gare aux Jönsson  (suédois : Varning för Jönssonligan litt. « Attention au gang Jönsson ») est un film suédois de Jonas Cornell sorti en 1981.
Il fait partie d'une série de films basée sur les personnages de La Bande à Olsen créés par Erik Balling et Henning Bahs.

## Fiche technique
- Titre original : Varning för Jönssonligan
- Réalisation : Jonas Cornell
- Scénario : Henning Bahs, Rolf Börjlind et Erik Balling d'après les personnages créés par Erik Balling et Henning Bahs
- Image : Roland Sterner
- Montage :  	Solveig Nordlund
- Musique : Ragnar Grippe
- Production : Ingemar Ejve
- Sociétés de production : Svensk Filmindustri
- Société de distribution : Svensk Filmindustri
- Pays : Suède
- Langue : suédois
- Format : couleur - 35 mm - son Dolby
- Durée : 89 minutes
- Date de sortie : Suède :  4 décembre 1981

## Distribution
(août 2015).
- Gösta Ekman : Charles-Ingvar « Sickan » Jönsson
- Ulf Brunnberg : Ragnar Vanheden
- Nils Brandt : Rocky
- Siw Malmkvist : Eivor
- Jan-Olof Strandberg : Kriminalkommisarie Svensson
- Tomas Norström : Kriminalassistent Holm
- Per Grundén : Wall-Enberg Jr.
- Weiron Holmberg : Biffen
- Bengt Stenberg : Bill
- Hans Sundberg : Dr. Schmetterlink
- Urban Sahlin : Entraineur de gymnastique
- Jean-Paul Chakbazos : Cheikh d'Abradan